# Villers-aux-Vents
Pour les articles homonymes, voir Villers.
Villers-aux-Vents est une commune française située dans le département de la Meuse, en région Grand Est.

## Géographie
| Noyers-Auzécourt | Laheycourt        | Laheycourt |
| Brabant-le-Roi   | Villers-aux-Vents | Laimont    |
| Brabant-le-Roi   | Brabant-le-Roi    | Laimont    |

### Hydrographie
La commune est dans la région hydrographique « la Seine de sa source au confluent de l'Oise (exclu) » au sein du bassin Seine-Normandie. Elle est drainée par le ruisseau de Nausonce, le ruisseau de Froide Fontaine et la Fosse de Toulmont,.
Le ruisseau de Nausonce, d'une longueur de 18 km, prend sa source dans la commune de Les Hauts-de-Chée et se jette  dans la Chée à Revigny-sur-Ornain, après avoir traversé sept communes. 

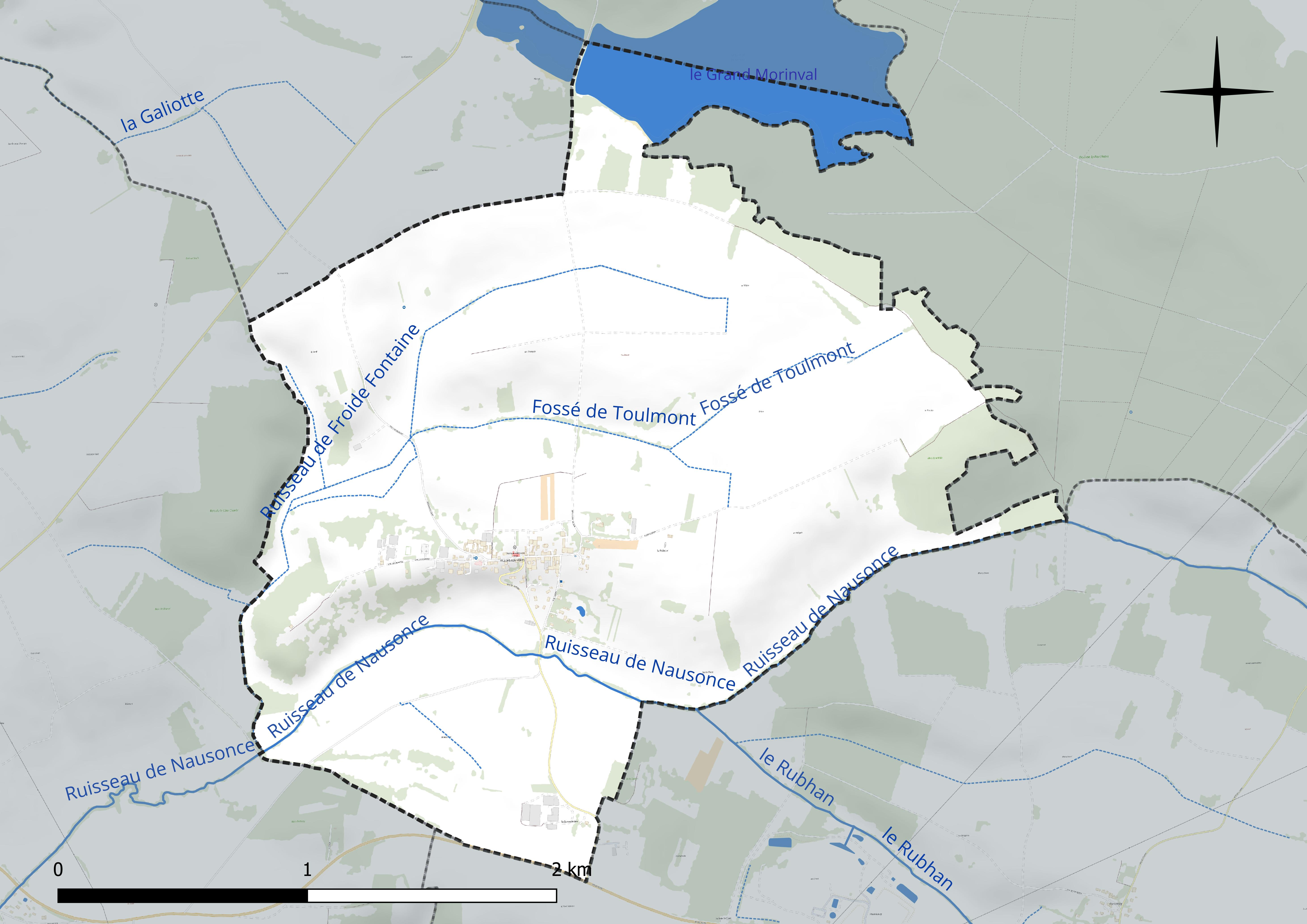
Réseau hydrographique de Villers-aux-Vents.

Un plan d'eau complète le réseau hydrographique : le Grand Morinval, d'une superficie totale de 70,9 ha (27,4 ha sur la commune),.

### Climat
Pour des articles plus généraux, voir Climat du Grand Est et Climat de la Meuse.
En 2010, le climat de la commune est de type climat des marges montargnardes, selon une étude du Centre national de la recherche scientifique s'appuyant sur une série de données couvrant la période 1971-2000. En 2020, Météo-France publie une typologie des climats de la France métropolitaine dans laquelle la commune est exposée à un climat océanique altéré et est dans la région climatique  Lorraine, plateau de Langres, Morvan, caractérisée par un hiver rude (1,5 °C), des vents modérés et des brouillards fréquents en automne et hiver. 
Pour la période 1971-2000, la température annuelle moyenne est de 10,2 °C, avec une amplitude thermique annuelle de 16,3 °C. Le cumul annuel moyen de précipitations est de 934 mm, avec 13,6 jours de précipitations en janvier et 9,2 jours en juillet. Pour la période 1991-2020, la température moyenne annuelle observée sur la station météorologique de Météo-France la plus proche, « Vassincourt », sur la commune de Vassincourt à 6 km à vol d'oiseau, est de 11,4 °C et le cumul annuel moyen de précipitations est de 871,0 mm. 
La température maximale relevée sur cette station est de 41,7 °C, atteinte le 24 juillet 2019 ; la température minimale est de −17,4 °C, atteinte le 20 décembre 2009,,. 
Les paramètres climatiques de la commune ont été estimés pour le milieu du siècle (2041-2070) selon différents scénarios d'émission de gaz à effet de serre à partir des nouvelles projections climatiques de référence DRIAS-2020. Ils sont consultables sur un site dédié publié par Météo-France en novembre 2022.

## Urbanisme

### Typologie
Au 1er janvier 2024, Villers-aux-Vents est catégorisée commune rurale à habitat dispersé, selon la nouvelle grille communale de densité à sept niveaux définie par l'Insee en 2022.
Elle est située hors unité urbaine. Par ailleurs la commune fait partie de l'aire d'attraction de Bar-le-Duc, dont elle est une commune de la couronne,. Cette aire, qui regroupe 86 communes, est catégorisée dans les aires de 50 000 à moins de 200 000 habitants,.

### Occupation des sols
L'occupation des sols de la commune, telle qu'elle ressort de la base de données européenne d’occupation biophysique des sols Corine Land Cover (CLC), est marquée par l'importance des territoires agricoles (79,1 % en 2018), en diminution par rapport à 1990 (80,2 %). La répartition détaillée en 2018 est la suivante : 
prairies (57,4 %), terres arables (21,8 %), forêts (11 %), zones urbanisées (5,7 %), eaux continentales (4,2 %). L'évolution de l’occupation des sols de la commune et de ses infrastructures peut être observée sur les différentes représentations cartographiques du territoire : la carte de Cassini (XVIIIe siècle), la carte d'état-major (1820-1866) et les cartes ou photos aériennes de l'IGN pour la période actuelle (1950 à aujourd'hui).

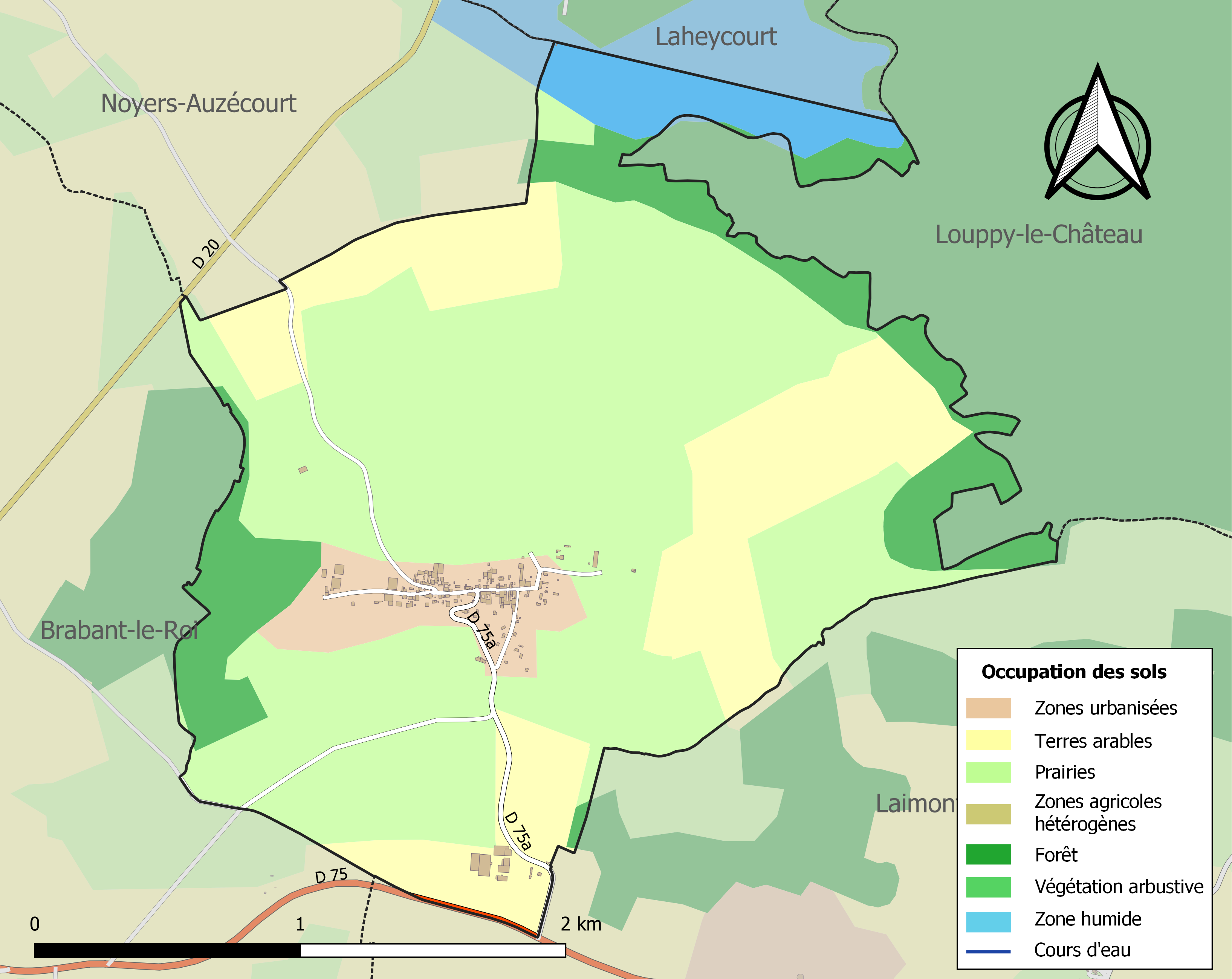
Carte des infrastructures et de l'occupation des sols de la commune en 2018 (CLC).

## Toponymie
Son nom témoigne de son exposition à tous les vents.

## Histoire
Le 6 septembre 1914 c'est le « combat de Laheycourt, Villers-aux-Vents, bois de Laimont ». 
En se rendant sur les crêtes au nord de Villers-aux-Vents (cote 190), le 31e régiment d'infanterie se heurte à l'ennemi à Laheycourt; en combattant, il va occuper la position assignée qu'il défend avec acharnement toute la matinée malgré des pertes considérables.
Mais le ravitaillement en cartouches des unités se fait difficilement et le repli s'exécute sur Laimont, où le régiment reçoit l'ordre d'organiser et de tenir coûte que coûte la lisière du bois à l'est de ce village, au nord de la route de Bar-le-Duc – Châlons.

Du 7 au 11 septembre, le régiment tient cette position sans défaillance. Malgré les pertes causées par les violentes rafales d'artillerie ennemie, malgré la faiblesse des effectifs, le régiment résiste vigoureusement à toutes les tentatives ennemies de forcer nos lignes.
Le 11 septembre, l'ennemi bat en retraite et la poursuite commence dans la direction du nord par Belval, Froidos, Avocourt.

## Politique et administration
| Période                                  | Période  | Identité          | Étiquette | Qualité |
| ---------------------------------------- | -------- | ----------------- | --------- | ------- |
| Les données manquantes sont à compléter. |          |                   |           |         |
| mars 2001                                | En cours | Gilbert Savouroux |           |         |

## Population et société

### Démographie
L'évolution du nombre d'habitants est connue à travers les recensements de la population effectués dans la commune depuis 1793. Pour les communes de moins de 10 000 habitants, une enquête de recensement portant sur toute la population est réalisée tous les cinq ans, les populations de référence des années intermédiaires étant quant à elles estimées par interpolation ou extrapolation. Pour la commune, le premier recensement exhaustif entrant dans le cadre du nouveau dispositif a été réalisé en 2007.

En 2022, la commune comptait 127 habitants, en évolution de −3,79 % par rapport à 2016 (Meuse : −4,4 %, France hors Mayotte : +2,11 %).
| 1793 | 1800 | 1806 | 1821 | 1831 | 1836 | 1841 | 1846 | 1851 |
| ---- | ---- | ---- | ---- | ---- | ---- | ---- | ---- | ---- |
| 427  | 420  | 456  | 451  | 454  | 426  | 442  | 431  | 413  |

| 1856 | 1861 | 1866 | 1872 | 1876 | 1881 | 1886 | 1891 | 1896 |
| ---- | ---- | ---- | ---- | ---- | ---- | ---- | ---- | ---- |
| 398  | 396  | 387  | 355  | 335  | 280  | 273  | 277  | 241  |

| 1901 | 1906 | 1911 | 1921 | 1926 | 1931 | 1936 | 1946 | 1954 |
| ---- | ---- | ---- | ---- | ---- | ---- | ---- | ---- | ---- |
| 213  | 178  | 161  | 109  | 127  | 129  | 119  | 121  | 123  |

| 1962 | 1968 | 1982 | 1990 | 1999 | 2006 | 2007 | 2012 | 2017 |
| ---- | ---- | ---- | ---- | ---- | ---- | ---- | ---- | ---- |
| 126  | 116  | 109  | 122  | 105  | 130  | 134  | 132  | 132  |

| 2022 | - | - | - | - | - | - | - | - |
| ---- | - | - | - | - | - | - | - | - |
| 127  | - | - | - | - | - | - | - | - |

## Culture locale et patrimoine

### Lieux et monuments
- Église Saint-Louvent.

### Villers-aux-Vents dans les arts
Le groupe orléanais Collection d'Arnell Andréa a composé Villers-aux-Vents, un album dédié aux soldats morts pendant la Première Guerre mondiale.

### Héraldique
| Blason de Villers-aux-Vents | Blason  | De sinople au chevron renversé d'argent accompagné en chef d'une croisette recroisetée au pied fiché d'or ; au chef d'azur* chargé d'un épi de blé accosté de deux aquilons affrontés du même. |
| Blason de Villers-aux-Vents | Détails | * Il y a là non-respect de la règle de contrariété des couleurs : ces armes sont fautives (azur sur sinople). - Le chevron renversé dessinant un V et les aquilons illustrent le toponyme de la commune. - L'épi et le champ de sinople rappellent le caractère agricole du village. - La croix recroisetée au pied fiché souligne que Villers-aux-Vents est situé dans la Meuse et dépendait jadis du Barrois mouvant. - L'azur et l'or du chef évoquent les armes d'une famille qui a pris au Moyen-Âge le nom de Villers et qui portait : « d'azur au sautoir d'or ». Création Jean-François Binon, adoptée en décembre 2009. |